# Pigmaquia
Pigmaquia (em grego: πυγμαχία; romaniz.: pygmachía) ou boxe grego antigo é um desporte de combate que remonta pelo menos ao século VIII a.C. (época em que viveu Homero) e que praticava nas pólis gregas em diversos contextos sociais. A maioria das fontes do boxe grego antigo são fragmentárias ou lendárias, o que torna difícil reconstruir em detalhe as regras, os costumes e a história em torno dessa atividade. Ainda assim, sabemos com certeza que o boxe com luvas era uma parte significativa da antiga cultura grega atlética durante o primeiro período clássico.